# Rouville (Quebec)
A Regionalidade Municipal do Condado de Rouville está situada na região de Montérégie na província canadense de Quebec. Com uma área de quase quinhentos quilómetros quadrados, tem, segundo o censo de 2005, uma população de cerca de trinta mil pessoas sendo comandada pela cidade de Marieville. Ela é composta por 8 municipalidades: 3 cidades e 5 municípios.

## Municipalidades

### Cidades
- Marieville
- Richelieu
- Saint-Césaire

### Municípios
- Ange-Gardien
- Rougemont
- Saint-Mathias-sur-Richelieu
- Saint-Paul-d'Abbotsford
- Sainte-Angèle-de-Monnoir